# Суводолско врело
Суводолско врело или Суводолица спада у групу крашко-термалних извора, налази се у самом насељу Суви До, на његовој западној периферији.
Састоји се од два извора чије је избијање везано за дубоки Изваричко-Жагубички расед. До радова на овом простору постојао је само један топли извор са температуром од 21 °.
Врело извире на надморској висини од 295m. Комплетно врело је каптирано и сада на месту извора се налазе четири чесме и изграђен отворени базен за купање који се пуни термалном водом. Издашност је колебљива и зависи од атмосферских падавина. Окружују га зелени четинари који овом месту дају посебну драж и лепоту. Доста је посећено од локалног становништва. Поред овог врела организована је манифестација „Хомољска саксофонијада” у знак сећања на некадашњег становника овог насеља Јована Станојевића, зачетника свирања на саксофону у Хомољу. Због свега реченог локација овог врела је погодна за развој излетнички и манифестациони туризам.